# Eremophila paisleyi
Eremophila paisleyi är en flenörtsväxtart som beskrevs av Ferdinand von Mueller. Eremophila paisleyi ingår i släktet Eremophila och familjen flenörtsväxter. Inga underarter finns listade i Catalogue of Life.